# Wapen van Tzum

Wapen van Tzum

Het wapen van Tzum is het dorpswapen van het Nederlandse dorp Tzum, in de Friese gemeente Waadhoeke. Het wapen werd in 2006 geregistreerd.

## Beschrijving
De blazoenering van het wapen in het Fries luidt als volgt:
yn fjouweren: I. Yn grien in sulveren oansjende kowekop; II. Yn goud in reade kliuwende liuw; III. Yn goud in reade skeanrjochts pleatste dolk, mei sulveren fersiering; IV. Yn grien in sulveren klaver.
de Nederlandse vertaling luidt als volgt:
in vieren: I. In groen een zilveren aanziende koeienkop; II. In goud een rode klimmende leeuw; III. In goud een rode schuinrechts geplaatste dolk, met zilveren versiering; IV. In groen een zilveren klaver.
De heraldische kleuren zijn: sinopel (groen), zilver (zilver), goud (goud) en keel (rood).

## Symboliek
- Vierdeling van het wapen: verwijst naar de opdeling van het grote dorpsgebied van Tzum in vieren.[2]
- Koeienkop: staat voor de veehouderij.[2]
- Klaverblad: symbool voor de landbouw.[2]
- Klimmende leeuw: duidt op de adellijke bewoners van het dorp. De leeuw is onder meer terug te vinden in de wapens van de geslachten Herema, Van Burmania, Tjarda van Starkenborgh en Hermana[2]
- Dolk: verwijzing naar het volksverhaal waarin de inwoners van Tzum een stuk van een touw afsneden om te verhinderen dat de inwoners van Oldeboorn een hogere kerktoren zouden bouwen. Twee gezanten uit Oldeboorn hadden namelijk een touw gebruikt om de toren van Tzum op te meten. De rode kleur verwijst naar de verschillende slagen die rond het dorp geleverd zijn en de schuine plaatsing duidt op actie.[2]

Het wapen van Van Burmania.
Het wapen van Tjarda van Starkenborgh
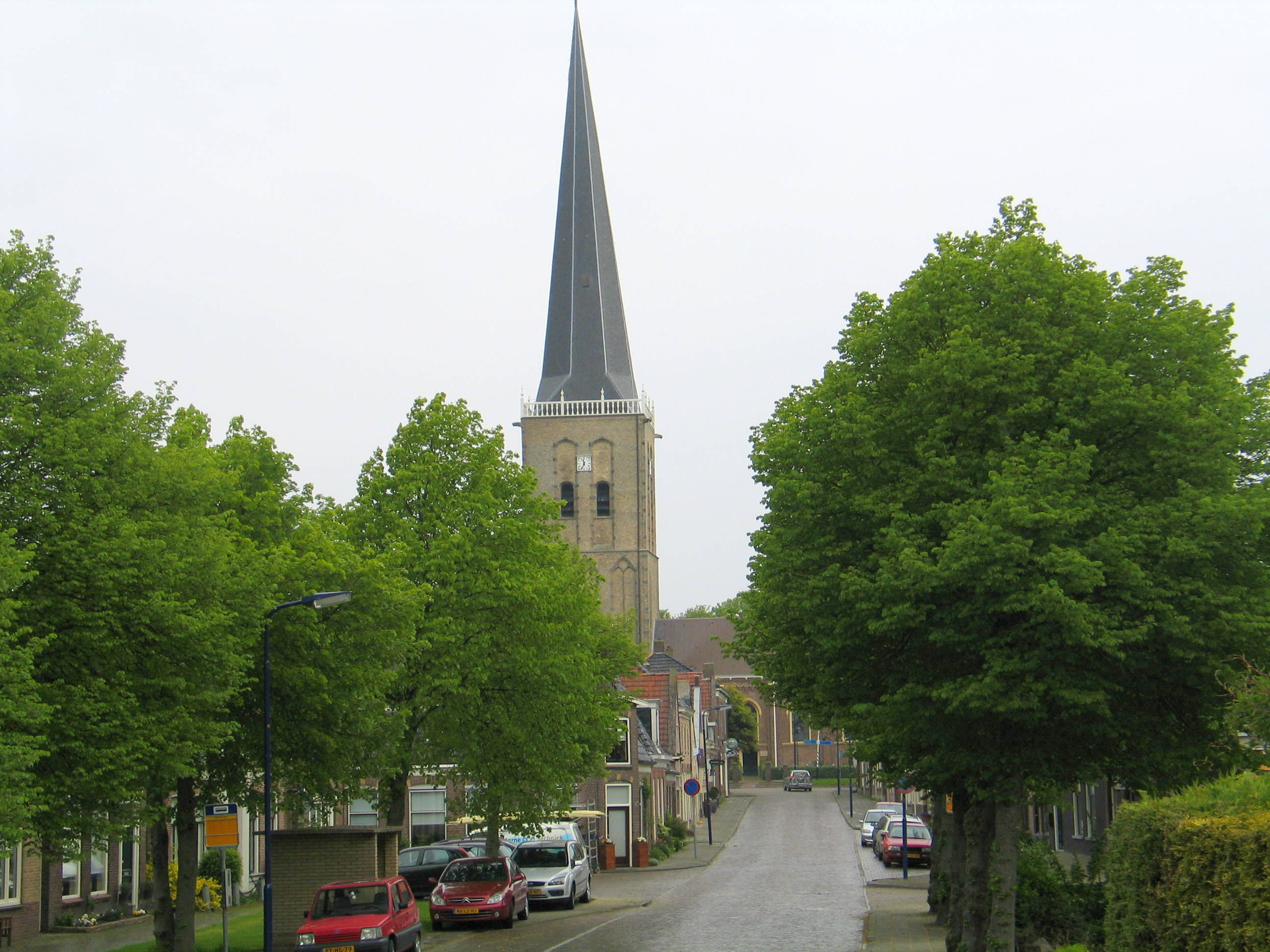
De toren van de Johanneskerk van Tzum, met 72 m de hoogste van Friesland.

## Zie ook

Vlag van Tzum